# Praia Clube 2015-2016 (pallavolo femminile)
Questa voce raccoglie le informazioni riguardanti il Praia Clube nella stagione 2015-2016.

## Organigramma societario
Area direttiva
- Presidente: Aldorando Dias de Sousa
- Supervisore: Bruno Vilela
- Manager: André Lelis

Area tecnica
- Allenatore: Ricardo Picinin
- Assistente allenatore: Wendel Ramos
- Tecnico ausiliare: Amorival Gonçalves, Rogério Muniz
- Scoutman: Fernando Martins

Area sanitaria
- Preparatore atletico: Eduardo Rodrigues
- Fisioterapista: Guilherme Moreira

## Rosa
| N° | Nome                 | Ruolo | Data di nascita   | Nazionalità sportiva |
| -- | -------------------- | ----- | ----------------- | -------------------- |
| 1  | Walewska de Oliveira | C     | 1º ottobre 1979   | Brasile              |
| 2  | Francine Tomazoni    | P     | 5 novembre 1991   | Brasile              |
| 3  | Nayra Lima           | S/O   | 15 aprile 1998    | Brasile              |
| 4  | Cláudia da Silva     | P     | 21 settembre 1987 | Brasile              |
| 5  | Luana de Almeida     | L     | 20 maggio 1999    | Brasile              |
| 6  | Daimí Ramírez        | S/O   | 8 ottobre 1983    | Cuba                 |
| 7  | Priscila Daroit      | S     | 10 agosto 1988    | Brasile              |
| 8  | Juliana Carrijo      | P     | 25 febbraio 1992  | Brasile              |
| 9  | Tássia Silva         | L     | 3 giugno 1988     | Brasile              |
| 10 | Alexandra Klineman   | S     | 30 dicembre 1989  | Stati Uniti          |
| 12 | Maria de Oliveira    | S/O   | 12 dicembre 1992  | Brasile              |
| 14 | Renata Maggioni      | C     | 21 aprile 1988    | Brasile              |
| 15 | Natasha Farinea      | C     | 8 febbraio 1986   | Brasile              |
| 16 | Michelle Pavão       | S     | 30 ottobre 1986   | Brasile              |
| 17 | Juliana Costa        | S     | 5 settembre 1982  | Brasile              |
| 18 | Ednéia de Sousa      | C     | 12 settembre 1980 | Brasile              |

## Statistiche

### Statistiche delle giocatrici
| Giocatrice     | Superliga Série A | Superliga Série A | Superliga Série A | Superliga Série A | Superliga Série A |
| Giocatrice     | P                 | PT                | AV                | MV                | BV                |
| -------------- | ----------------- | ----------------- | ----------------- | ----------------- | ----------------- |
| J. Carrijo     | 26                | 16                | 2                 | 5                 | 9                 |
| J. Costa       | 7                 | 7                 | 6                 | 0                 | 1                 |
| P. Daroit      | 23                | 58                | 46                | 7                 | 5                 |
| C. da Silva    | 25                | 67                | 34                | 17                | 16                |
| L. de Almeida  | 4                 | 0                 | 0                 | 0                 | 0                 |
| M. de Oliveira | 21                | 75                | 61                | 11                | 3                 |
| W. de Oliveira | 29                | 332               | 230               | 90                | 12                |
| E. de Sousa    | 7                 | 4                 | 2                 | 2                 | 0                 |
| N. Farinea     | 29                | 193               | 114               | 64                | 15                |
| A. Klineman    | 29                | 455               | 388               | 43                | 24                |
| N. Lima        | 0                 | 0                 | 0                 | 0                 | 0                 |
| R. Maggioni    | 2                 | 3                 | 1                 | 2                 | 0                 |
| M. Pavão       | 28                | 241               | 207               | 18                | 16                |
| D. Ramírez     | 26                | 376               | 310               | 45                | 21                |
| T. Silva       | 29                | 0                 | 0                 | 0                 | 0                 |
| F. Tomazoni    | 2                 | 0                 | 0                 | 0                 | 0                 |

P = presenze; PT = punti totali; AV = attacchi vincenti; MV = muri vincenti; BV = battute vincenti

NB: Non sono disponibili i dati relativi alla Coppa del Brasile.